# 내 인생의 마지막 변화구
《내 인생의 마지막 변화구》(영어: Trouble with the Curve)는 2012년 개봉한 미국의 스포츠 드라마 영화이다.

## 줄거리
애틀랜타 브레이브스 스카우트 거스 로블은 나이가 들어감에 따라 자신의 가치를 증명해야만 하는 상황에 놓인다. 그는 구단 내에서 첨단 통계 분석법에 적응하지 못하는 고집불통으로 여겨지고, 야구 단장 자리를 호시탐탐 노리는 젊은 임원 필립 샌더슨은 그를 걸림돌로 여기며 견제한다. 드래프트를 앞두고 거스는 최고의 유망주로 평가받는 노스캐롤라이나주 고등학생 보 젠트리를 미리 감정하는 임무를 받게 되고, 그의 건강을 걱정한 친구이자 상사인 피트는 거스의 딸 미키에게 동행을 부탁한다.
미키는 일 중독 변호사로, 거스와는 서먹한 관계이다. 하지만 함께 여행하며 거스의 시력이 나빠지고 있다는 것을 알게 되자 미키는 거스를 돕기 위해 적극적으로 나서고, 그 과정에서 과거 거스에게 스카우트되었던 야구 선수 출신의 보스턴 레드삭스 스카우트 조니와 가까워진다. 조니는 메이저 리그 실황 중계 진행자를 꿈꾸고 있으며, 미키와 조니는 공통된 야구 사랑을 바탕으로 연애 관계를 발전시킨다.
여행 중 미키가 거스에게 왜 과거에 스카우트 출장을 갈 때마다 자신을 항상 친척들에게 맡겼는지 묻자 거스는 미키가 여섯 살 시절 출장에 동행했을 때 소아 성애자에게 납치될 뻔했던 사건이 있었다고 이야기한다. 거스는 더는 출장 중에 미키를 제대로 보호할 자신이 없어 내린 결정이었다고 고백하지만 미키는 그 때문에 사생활에 갖은 문제가 있다고 원망한다.
다른 스카우트들은 젠트리의 타격 실력에 감탄하지만 거스와 미키는 그가 커브볼에 취약하다는 사실을 발견한다. 부녀는 조니와 브레이브스 구단 관계자들 모두에게 젠트리를 드래프트에서 거르라고 조언하고 조니는 이를 수용한다. 하지만 필립은 자신의 통계 분석을 내세워 젠트리를 강력하게 추천하고, 결국 브레이브스 단장 빈스는 필립의 의견을 따라 젠트리를 1순위로 지명한다. 조니는 브레이브스에서 젠트리를 채가려고 거스와 미키가 자신을 속였다고 오해하여 다음 날 분노를 표출하고, 거스는 미키와 말다툼 끝에 홀로 애틀랜타행 버스에 오른다.
떠날 준비를 하던 미키는 밖에서 청년 “리고” 샌체즈가 어린 동생과 놀아주며 던진 볼이 글러브에 꽂히는 소리를 듣고 그의 재능을 파악하고 커브볼 실력까지 확인한 후 피트에게 전화해 리고를 테스트해 볼 것을 요청한다. 터너 필드로 돌아온 거스는 젠트리의 평가와 관련해 빈스와 필립에게서 질책을 받는다. 하지만 미키가 나타나 리고가 투구를 선보이게 해달라고 요청하고, 젠트리는 리고가 던지는 속구와 커브볼을 하나도 맞추지 못한다. 거스는 젠트리를 반대한 이유가 이렇게 “커브볼에 애를 먹어서”(trouble with the curve)였다고 설명한다.
구단 관계자들은 거스와 미키의 판단이 옳았음을 깨닫고 리고를 영입하려 한다. 거스는 미키에게 리고의 에이전트를 맡을 것을 제안하고, 필립은 상황을 비꼬는 발언을 내뱉으며 계속 거스를 자극하다가 해고당한다. 빈스는 거스에게 계약 연장을 제안하고, 미키는 로펌의 파트너 제안을 거절한다. 미키가 거스와 건물 밖으로 나서자 조니가 기다리고 있다. 둘은 키스를 나누고, 거스는 시가를 피우며 “버스를 타야겠군”이라고 중얼거린다.

## 출연진
- 클린트 이스트우드 - 거스 로블 역
- 에이미 애덤스 - 미키 로블 역
- 저스틴 팀버레이크 - 조니 “더 플레임” 플래너건 역
- 매슈 릴러드 - 필립 샌더슨 역
- 잭 길핀 - 슈워츠 역
- 존 굿맨 - 피트 클라인 역
- 로버트 패트릭 - 빈스 역
- 스콧 이스트우드 - 빌리 클라크 역
- 에드 로터 - 맥스 역
- 첼시 로스 - 스미티 역
- 레이먼드 앤서니 토머스 - 루셔스 역
- 맷 부시 - 대니 역
- 조지 와이너 - 로즌블룸 역
- 밥 건턴 - 왓슨 역
- 톰 드리슨 - 록 역
- 조 매싱길 - 보 젠트리 역
- 제이 갤러웨이 - 리고베르토 “리고” 샌체즈 역
- 피터 허먼 - 그레그 역

## 수상
- 2012년 제12회 도쿄 국제 영화제 후보 특별 초청 작품[1]